# NGC 5357
NGC 5357  ist eine elliptische Galaxie vom Hubble-Typ E im Sternbild Zentaur am Südsternhimmel. Sie ist rund 212 Millionen Lichtjahre von der Milchstraße entfernt und hat einen Durchmesser von etwa 105.000 Lichtjahren.
Entdeckt wurde das Objekt am 30. März 1835 von John Herschel.